# Vera Tschechowa

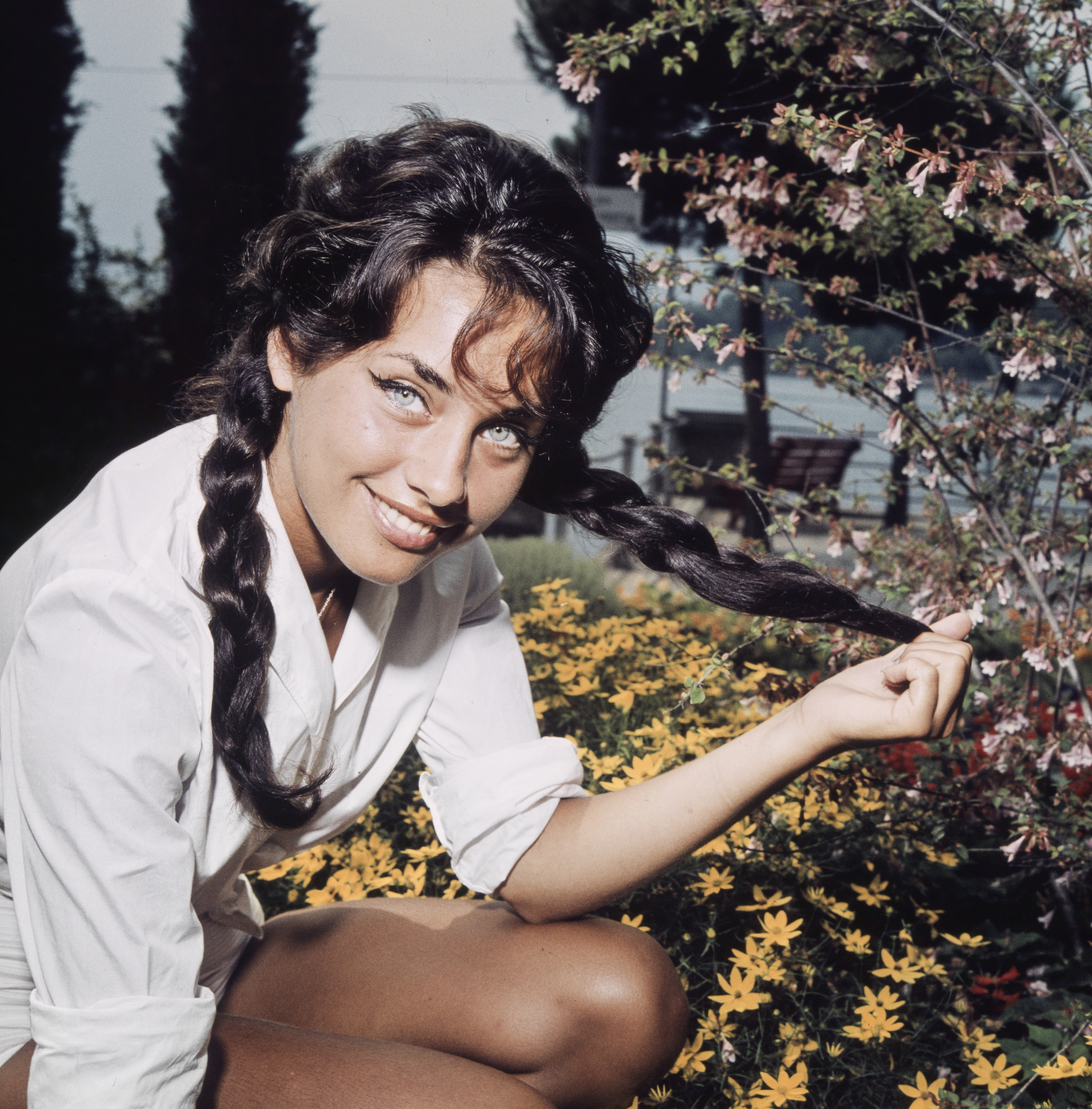
Vera Tschechowa,
Foto: Jack Metzger, circa 1959

Vera Tschechowa (eigentlich Vera Rust; * 22. Juli 1940 in Berlin; † 3. April 2024 ebenda) war eine deutsche Schauspielerin, Regisseurin und Produzentin. Ihren schauspielerischen Durchbruch hatte sie 1958 als Katja in Eugen Yorks Kriminalfilm Das Mädchen mit den Katzenaugen. Sie spielte von 1957 bis 1996 in über 90 Film- und Fernsehproduktionen.

## Leben
Vera Tschechowa entstammte einer Künstlerfamilie. Sie war die Tochter der Schauspielerin Ada Tschechowa und des Arztes Wilhelm Rust. Ihre Großmutter war die Schauspielerin Olga Tschechowa, ihr Großvater der russisch-amerikanische Schauspieler Michael Tschechow und ihr Urgroßonkel der russische Schriftsteller Anton Tschechow. Sie wuchs in Berlin auf.
Als Elvis Presley 1959 in Deutschland stationiert war, sah man die junge Schauspielerin einige Male zusammen mit dem Sänger. Im Jahr 1960 hatte sie eine Beziehung mit Hartmut Reck, aus der ihr Sohn, der Filmkomponist Nikolaus Glowna, stammt. Vergeblich versuchte sie, Reck per Gerichtsbeschluss zur Ehe zu zwingen.
Ihre Mutter Ada kam 1966 bei einem Flugzeugabsturz in Bremen ums Leben. Im Jahr 1967 heiratete Vera Tschechowa ihren Kollegen Vadim Glowna, der auch ihren Sohn adoptierte. Die Ehe wurde im Jahr 1991 geschieden. 1971 beteiligte sie sich an der von Alice Schwarzer initiierten Medien-Aktion „Wir haben abgetrieben!“
Vera Tschechowa war bis zu ihrem Tod mehr als 30 Jahre lang mit dem Manager und Produzenten Peter Paschek verheiratet. Sie starb am 3. April 2024 nach kurzer schwerer Krankheit im Alter von 83 Jahren in ihrer Heimatstadt Berlin.

## Karriere
Nach der Schule besuchte Tschechowa für kurze Zeit die Kunstakademie, um Bühnenbildnerin zu werden. Sie entschied sich dann jedoch für den Schauspielberuf und nahm Unterricht bei Anne-Marie Hanschke und Ernst Fritz Fürbringer in München sowie bei Marlise Ludwig in Berlin. Ab 1959 spielte Tschechowa Theater an der Freien Volksbühne Berlin. Weitere Bühnenstationen waren unter anderem das Deutsche Schauspielhaus in Hamburg, das Düsseldorfer Schauspielhaus und das Theater Basel.
1957 debütierte Tschechowa in dem Heinz-Erhardt-Film Witwer mit fünf Töchtern. Im Folgejahr übernahm sie als Katja in Eugen Yorks Kriminalfilm Das Mädchen mit den Katzenaugen ihre erste Hauptrolle. 1959 spielte sie die weibliche Hauptrolle der Manuela O’Brien an der Seite Freddy Quinn in Freddy unter fremden Sternen. Im Jahr 1962 erhielt sie für ihre Darstellung der Ulla Wickweber in dem Film Das Brot der frühen Jahre nach der gleichnamigen Erzählung von Heinrich Böll das Filmband in Gold als beste Hauptdarstellerin und 1977 für ihre Rolle in der ZDF-Produktion Zeit der Empfindsamkeit die Goldene Kamera.
1980 gründete sie zusammen mit ihrem Ehemann Vadim Glowna die Atossa-Filmproduktion. Die Firma produzierte unter anderem Desperado City, bei dem Glowna auch Regie führte und der 1981 die Caméra d’Or als bester Debütfilm bei den Filmfestspielen von Cannes gewann, sowie 1984 die Dokumentation Tschechow in meinem Leben über die Künstlerdynastie der Tschechows.
Ab Anfang der 1990er Jahre arbeitete Tschechowa vor allem als Regisseurin von Dokumentationen. Für verschiedene Fernsehsender erstellte sie Porträts von Eduard Schewardnadse, Hans-Dietrich Genscher, Klaus Maria Brandauer, Katja Riemann, Armin Mueller-Stahl, Anthony Quinn, Michael Ballhaus sowie von dem taiwanesischen Regisseur Ang Lee und der iranischen Filmemacher-Familie Makhmalbaf. 1996 besetzte sie Petra Haffter an der Seite von Peter Sattmann in dem Fernsehfilm Schuldig auf Verdacht.
Nach langer Abwesenheit vor und hinter der Kamera wirkte Tschechowa 2022 letztmals in einem Film mit, als Zeitzeugin in dem Dokudrama Rex Gildo – Der letzte Tanz von Rosa von Praunheim. Ebenfalls im Jahr 2022 erschien ihre Autobiografie Überwiegend heiter: Mein ziemlich bewegtes Leben.

## Filmografie (Auswahl)
- 1957: Witwer mit fünf Töchtern
- 1957: Noch minderjährig (Unter Achtzehn)
- 1958: Das Mädchen mit den Katzenaugen
- 1958: Marietto, Camilla und der liebe Gott
- 1958: Der Maulkorb
- 1958: Meine 99 Bräute
- 1958: Der Arzt von Stalingrad
- 1959: Und das am Montagmorgen
- 1959: Freddy unter fremden Sternen
- 1959: Melodie und Rhythmus (Cameo)
- 1960: Die junge Sünderin
- 1960: Der Schleier fiel…
- 1961: Das Brot der frühen Jahre
- 1963: Die Legende vom heiligen Trinker
- 1964: Gerechtigkeit in Worowogorsk
- 1964: Die Gruft mit dem Rätselschloß
- 1964: Tod um die Ecke (Fernsehfilm)
- 1965: Die Chinesische Mauer
- 1965: Verhör am Nachmittag (Fernsehfilm)
- 1966: In Frankfurt sind die Nächte heiß
- 1966: Sie schreiben mit – Franziska weiß alles (Fernsehserie)
- 1968: Liebe und so weiter
- 1969: Tausendundeine Nacht (Fernsehserie)
- 1970: Nach Stockholm der Liebe wegen
- 1970: Krebsstation (Fernsehfilm)
- 1972: Der Illegale (Fernsehdreiteiler)
- 1973: Olifant
- 1973: Eine Frau bleibt eine Frau
- 1975: Das Amulett des Todes
- 1976: Euridice B.A. 2037
- 1976: Erikas Leidenschaften
- 1977: Zeit der Empfindsamkeit
- 1978: Der Schimmelreiter
- 1978: Geschichten aus der Zukunft (Fernsehserie)
- 1979: Nachbarn und andere nette Menschen
- 1980: Panische Zeiten
- 1981: Desperado City
- 1981: Frau über vierzig (Fernsehserie)
- 1982: Das Beil von Wandsbek
- 1982: Bekenntnisse des Hochstaplers Felix Krull (Mini-Serie)
- 1983: Die Romantic Sisters
- 1983: Dies rigorose Leben
- 1984: Blaubart
- 1984: Treffpunkt im Unendlichen
- 1984: Tausend Augen
- 1986: Losberg
- 1986: Tarot
- 1986: Das Geheimnis von Lismore Castle
- 1987: Ein Fall für zwei (Fernsehserie, Folge Lebenslänglich für einen Toten)
- 1987–1991: Ein Heim für Tiere (Fernsehserie, 19 Folgen)
- 1987: Des Teufels Paradies (nur Co-Produktion)
- 1987: Die Krimistunde (Fernsehserie, Folge 24, Folge: Der letzte Auftritt)
- 1988: Rausch der Verwandlung (Mini-Serie)
- 1989: Der Fahnder (Fernsehserie, Folge Ausermittelt)
- 1989: Erdenschwer
- 1989: Frei zum Abschuß (Fernsehfilm)
- 1990: Kartoffeln mit Stippe (Fernsehserie, Folge Es ist nicht alles Gold, was glänzt)
- 1991: Insel der Träume (Fernsehserie, Folge Einmal kommt der Tag)
- 1991: Peter Strohm (Fernsehserie, Folge Amateure sterben schnell)
- 1991: Liebe auf den ersten Blick
- 1992: Neptun und Isolde (Fernsehfilm)
- 1993: Tatort – Bauernopfer
- 1993: Wolffs Revier (Fernsehserie, Folge Doppelt genäht)
- 1996: Schuldig auf Verdacht (Fernsehfilm)
- 2022: Rex Gildo – Der letzte Tanz (Dokudrama, als Interviewpartnerin)

## Auszeichnungen
- 1962: Filmband in Gold (Hauptdarstellerin) für Das Brot der frühen Jahre
- 1977: Goldene Kamera (Hauptdarstellerin) für Zeit der Empfindsamkeit
- 2006: Ehrenpreis des Hessischen Ministerpräsidenten für besondere Leistungen im Film- und TV-Bereich